# Perché, perché..?/Di baci
Perché, perché..?/Di baci è un singolo della cantante italiana Cocky Mazzetti pubblicato nel 1963 dalla casa discografica Primary.

## Descrizione
La cantante col brano Perché, perché..? ha partecipato al Festival di Sanremo 1963 in coppia con Tony Renis non arrivando in finale.

## Tracce
1. Perché, perché..? (Di Gigi Cichellero)
2. Di baci (Di Alberto Testa e Umberto Prous)